# Heute Hongkong, morgen Taiwan, übermorgen Okinawa
Heute Hongkong, morgen Taiwan, übermorgen Okinawa (Japanisch:今日の香港、明日の台湾、明後日の沖縄 Englisch:Today Hong Kong, Tomorrow Taiwan, Day After Tomorrow Okinawa) ist ein Satz, der auf die Expansion von China verweist. Es spiegelt die Besorgnis über die Vereinigte-Front-Strategie wider, die von der Kommunistischen Partei Chinas gegenüber Hongkong und Taiwan angewendet wird und die auch Okinawa und führende Persönlichkeiten der Unabhängigkeitsbewegung betreffen soll. Die taiwanesischen Medien interpretieren dieses Gefühl als „Nach Hongkong wird China Taiwan angreifen, und dann wird Okinawa in Japan ins Visier genommen.“
Der Slogan stammt von dem Satz Heute Hongkong, morgen Taiwan, der in die japanische Diskussion aus der Sonnenblumen-Bewegung und der Umbrella Movement eingeführt wurde. Dieser Satz wird hauptsächlich in Diskussionen in Japan verwendet.

## Überblick
Angesichts der eskalierenden Spannungen in Ostasien, einschließlich der Proteste in Hongkong 2019/2020 und des anschließenden U.S.-China-Kalten Krieges, sowie der Umsetzung des „Coast Guard Law,“, das der China Coast Guard ausdrücklich die Befugnis erteilt, Waffen zu verwenden, wurde dieser Satz in Japan übernommen. Er hat begonnen, in den Medien und bei prominenten Persönlichkeiten aufzutauchen.
Neben „Heute Hongkong, morgen Taiwan, übermorgen Okinawa“ gibt es auch andere Variationen wie „Gestern Xinjiang, heute Hongkong, morgen Taiwan“, insbesondere im Kontext von Umerziehungslagern und „Heute Hongkong, morgen Taiwan, übermorgen Japan.“
Online zeigen Illustrationen den „Grim Reaper“, der mit der Flagge der Volksrepublik China an Türen klopft, die mit „Xinjiang“, „Tibet“, „Hongkong“, „Taiwan“, „Okinawa“ und „Hokkaido“ beschriftet sind.

## Erwähnungen in Japan

### Erwähnungen im konservativen Diskurs
In der Redaktion der Sankei Shimbun wurde ein Diskussionsprogramm mit Ryushou Kadota unter dem Titel „Heute Hong Kong, morgen Taiwan, übermorgen Okinawa“ auf YouTube veröffentlicht.
Laut Fumio Ota berichtete ein Artikel in der Global Times, einer Zeitung, die der Kommunistischen Partei Chinas gehört, dass „am 4. März 2006 ein Referendum in Okinawa stattfand, bei dem 75 % der Einwohner Unabhängigkeit und die Wiederaufnahme freier Austausch mit China forderten, während die verbleibenden 25 % Autonomie suchten, aber loyal gegenüber Japan blieben.“ Ota diskutiert die chinesische Wahrnehmung von Okinawa in Bezug auf den Satz „Heute Hongkong, morgen Taiwan, übermorgen Okinawa“. Der Artikel über die Unabhängigkeit Okinawas in der Global Times basiert auf Argumenten von Tang Chunfeng. Außerdem gibt es in China eine Gruppe namens der Vorbereitungsausschuss für die Chinesische Autonome Sonderregion Ryukyu, die behauptet, dass Okinawa Teil Chinas ist.
Akihisa Nagashima verwies auf die Situation in Hongkong, während er den Satz „Heute Hongkong, morgen Taiwan, übermorgen Okinawa“ zitierte und die Bedeutung eines Sicherheit im Indo-Pazifik betonte.
Am 17. November 2020 fand das „Forum über Hongkong, Taiwan und Okinawa“ statt, organisiert vom Asia Local Government Forum, mit Diskussionen mit dem ehemaligen Beamten des britischen Außenministeriums Patrick Sprunt, dem ehemaligen Stadtratsmitglied von Taipeh Lin Jinzhang, dem Stadtratsmitglied von Ishigaki City Yoshiyuki Toita, dem Mitglied des Repräsentantenhauses und stellvertretenden Verteidigungsminister Yasuhide Nakayama und der Journalistin Yoshiko Sakurai. Toita bemerkte, dass es zwar Spannungen mit Taiwan über die Senkaku Islands gegeben hatte, jedoch eine friedliche Lösung erreicht wurde, und argumentierte, dass China in Richtung internationaler Zusammenarbeit im Hinblick auf Menschenrechte und Rechtsstaatlichkeit geführt werden sollte. Unterdessen sagte Sprunt voraus, dass die Reihenfolge von „Heute Hongkong, morgen Taiwan, übermorgen Okinawa“ umgekehrt sei und schlug vor, dass die Senkaku-Inseln an erster Stelle kommen sollten.
Wen-Chung Huang erklärte: „Nach Hongkong kommt Taiwan, und dann wird China Okinawa ins Visier nehmen“.
Zhao Zhongzheng, ein Unterstützer von Tsai Ing-wen, bemerkte: „Die Fangzähne der Kommunistischen Partei werden nach Hongkong zwangsläufig auf Taiwan und dann auf Japan gerichtet. Was heute in Hongkong geschieht, könnte morgen in Taiwan und übermorgen in Okinawa geschehen“.
Kim Bí-Lîng betonte, dass „Japan und Taiwan eine Schicksalsgemeinschaft sind“ und behauptete, dass „Japan an der Seite Taiwans steht“, was sowohl Taiwan als auch Japan retten würde. Sie argumentierte, dass der hundertste Jahrestag der Gründung der Kommunistischen Partei Chinas eine Zeit sein sollte, um „Heute Hongkong, morgen Taiwan, übermorgen Okinawa“ in unsere Herzen einzuprägen.
Am 18. Mai 2021 kommentierte Letep Ahmet, ein Direktor der Japan Uyghur Association, während einer Diskussion bei der Hongkong International Solidarity Campaign und der Milk Tea Alliance über den Satz „Heute Hongkong, morgen Taiwan, übermorgen Okinawa“ und sagte: „Ein Regime, das Millionen von Menschen inhaftiert und foltert und traditionelle Kultur zu seinen eigenen Gunsten zerstört, wird dasselbe auch nach außen tun. Bitte unterschätzen Sie dies nicht“.

### Erwähnungen im liberalen Diskurs
Im liberalen Diskurs werden Hongkong, Taiwan und Okinawa oft im Kontext der Entziehung von Autonomie durch die chinesischen und japanischen Regierungen diskutiert, wobei häufig auf Fragen bezüglich der US-Militärbasen in Japan und der Verlagerung der Futenma Air Base eingegangen wird. Während einer Online-Diskussion am 11. Juli 2020 mit dem Titel „Denken mit der Jugend von Hongkong, Taiwan und Okinawa: Zur Hongkong-National-Sicherheitsgesetz“ diskutierten die Teilnehmer, darunter Tomoko Ako, Seiya Hoshikawa, Toshin Komatsu und Jinshirō Motoyama, Fragen der Autonomie, wobei Motoyama die Bedeutung der Autonomie Okinawas betonte.
Am 3. April 2021 fand ein Online-Dialog mit dem Titel „Hongkong, Taiwan, Okinawa und 'Japan'—Eine neue Welt erträumen“ statt, bei dem Wu Rwei-ren, Yasukatsu Matsushima, Yoko Fumio und Take Komagome diskutierten. Während Matsushima die Selbstbestimmung des Ryukyu-Volkes unterstützte, plädierte Wu aus einer realistischen Perspektive für eine freie und offene Indopazifik-Strategie.
Der japanische Journalist Tsuyoshi Nojima erklärte, dass Hongkong und Taiwan als „Kanarienvögeln im Kohlenbergwerk“ dienen, wie ausländische Länder, einschließlich Japan, auf China reagieren könnten. In diesem Zusammenhang bemerkte er: „Das Tibet und Xinjiang von vorgestern, das Hongkong von gestern, das Ukraine von heute, das Taiwan von morgen und das Japan von übermorgen“.

## Erwähnungen außerhalb Japans
Im Juli 2014 bemerkte der chinesische Demokratieaktivist Chen Pokung die zunehmend aggressive Haltung der Kommunistischen Partei Chinas gegenüber dem Ausland und erklärte: „Im Ostchinesischen Meer wird der Druck auf Japan verstärkt, und im Südchinesischen Meer auf Indien und die Philippinen, während sich der Fokus von innerer Diktatur auf äußerer Diktatur verschiebt.“
Am 3. September 2019 stellte das Hongkonger Medienunternehmen HK01 einen Comic mit dem Titel „Was mit mir passiert ist: Zeugenaussage einer gewissen Uigurin“ von der Cartoonistin Tomomi Shimizu vor, der die Erfahrungen von Mihrigul Tursun in einem Uigurenlager hervorhob. Es wurde angemerkt, dass unter den Internetnutzern der Satz „heutiger Uigure, morgen Hongkong, übermorgen Okinawa“ an Beliebtheit gewann.
Am 13. Januar 2020 diskutierte The Storm Media Wind Media die Unterschiede in den Sicherheitsdynamiken zwischen Europa, das stark durch NATO vereint ist, und Ostasien, wo individuelle Sicherheitsverträge wie der Treaty of Mutual Cooperation and Security between the United States and Japan, der Verteidigungsvertrag zwischen den Vereinigten Staaten und der Republik Korea, ANZUS und der Taiwan Relations Act existieren. Es wurde berichtet, dass sich der Satz „heutiges Hongkong, morgen Taiwan, übermorgen Okinawa“ in Japan verbreitete.
Am 18. September 2020 trat Akio Yaita, der Leiter des Taipeh-Büros der Sankei Shimbun, in der taiwanesischen Era News auf und verwies auf diesen Satz, während er die Sonderausgabe von Seiron’s Januar 2020 Ausgabe mit dem Titel „Taiwan-Krise“ vorstellte.
Am 28. März 2021 wies die South China Morning Post, eine englischsprachige Zeitung aus Hongkong, darauf hin, dass, falls China Taiwan angreift, auch die US-Militärstützpunkte in Japan ins Visier genommen werden könnten.
Am 18. Mai 2021 reagierte Liu Renwen von der China Society for Human Rights Studies auf die Aussage von Yoshihide Suga, dass Japan Taiwans Demokratie unterstützen sollte, und erklärte, dass dieser Satz „Taiwan ist nicht Japan“ auf das festgelegte Prinzip von One China verweisen sollte.
Im Juli 2021 schätzte das US-Council on Foreign Relations ein, dass Japan bei einem möglichen Konflikt um Taiwan auf der Seite der Vereinigten Staaten stehen würde.
Am 5. Januar 2022 forderte ein Kommentar von Kong Meng in Global Times, dass die Chinesen, die in Japan leben, die Nöte von Okinawa nicht ignorieren sollten und dass Okinawa mit Taiwan eng verbunden sei, und zwar sowohl geographisch als auch kulturell. Er erwähnte den Satz „Taiwan ist heute, was Okinawa morgen sein könnte“.
Am 24. Januar 2022 stellte die taiwanesische Zeitung Liberty Times die Auswirkungen des Ukraine-Kriegs auf Taiwan und Okinawa fest und wies darauf hin, dass Japan seine Verteidigung verstärken müsse, um zukünftige Konflikte zu vermeiden. Der Artikel beendete sich mit der Bemerkung, dass Okinawa „ein gewisses Symbol für den Einfluss der Kommunistischen Partei Chinas auf Japan und die Vereinigten Staaten“ darstellt und dass „das Schicksal von Okinawa das Schicksal von Taiwan“ sein könnte.
Am 9. Februar 2022 erklärte der chinesische Minister für nationale Verteidigung Wei Fenghe, dass die Beziehung zwischen China und Japan als „schlecht“ beschrieben werden sollte, insbesondere nach der Aussage, dass Japan in den Konflikt um Taiwan verwickelt sein könnte, was die Japaner wütend machte.
Am 30. April 2022 stellte das Institute for National Defense and Security Research (INDSR) von Taiwan fest, dass Okinawa in einem militärischen Konflikt um Taiwan eine „strategische Position“ einnehmen könnte, wobei Okinawa bei einem Krieg mit China die „erste Front“ sein könnte.
Im Mai 2022 äußerte Shinzo Abe, ehemaliger Premierminister von Japan, dass es wichtig sei, die „Sicherheit des Landes“ zu stärken, um die Bedrohungen durch China und Nordkorea zu bekämpfen. Er wies auf das „Erbe der Kulturevolution“ hin, das die Verbindung zwischen Taiwan und Okinawa darstellen könnte.
Am 17. Mai 2022 warnte der ehemalige Ministerpräsident von Japan, Yoshihide Suga, vor den möglichen militärischen Spannungen zwischen China und Taiwan, die das Schicksal von Okinawa beeinflussen könnten.
Am 17. September 2022 äußerte Shinzo Abe in einer Rede, dass die militärische Kontrolle über Taiwan entscheidend für Okinawa sei und dass Japan sich darauf vorbereiten müsse.
Am 9. November 2022 erklärte der US-Verteidigungsminister Lloyd Austin, dass Japan eine entscheidende Rolle im Verteidigungsplan für den Fall eines Angriffs auf Taiwan spielt, da die militärische Unterstützung von Japan in einem Konflikt zwischen China und Taiwan von entscheidender Bedeutung sein könnte.